# Epilobium reedii
Epilobium reedii är en dunörtsväxtart som beskrevs av Leveille. Epilobium reedii ingår i släktet dunörter, och familjen dunörtsväxter. Inga underarter finns listade i Catalogue of Life.